# Molgula platybranchia
Molgula platybranchia är en sjöpungsart som beskrevs av Monniot 1969. Molgula platybranchia ingår i släktet Molgula och familjen kulsjöpungar. Inga underarter finns listade i Catalogue of Life.